# Spellbound (Clifford Jordan)
| Recensione | Giudizio |
| ---------- | -------- |
| AllMusic   | [ 1 ]    |

Spellbound è un album discografico a nome della Clifford Jordan Quartet, pubblicato dalla casa discografica Riverside Records nel novembre (o) dicembre 1960.

## Tracce
Lato A
1. Toy – 4:21 (Clifford Jordan)
2. Lush Life – 5:10 (Billy Strayhorn)
3. Moon-a-tic – 4:38 (Clifford Jordan)
4. Spellbound – 5:49 (Clifford Jordan)

Lato B
1. Hot Water – 5:02 (Clifford Jordan)
2. Last Night When We Were Young – 6:27 (Yip Harburg, Harold Arlen)
3. Au Privave – 8:28 (Charlie Parker)

## Musicisti
- Clifford Jordan - sassofono tenore
- Cedar Walton - pianoforte
- Spanky DeBrest - contrabbasso
- Albert Heath - batteria

Note aggiuntive
- Julian Cannonball Adderley - produttore
- Registrazioni effettuate al Bell Sound Studios di New York il 10 agosto 1960
- Bill Stoddard - ingegnere delle registrazioni
- Jack Matthews - masterizzazione
- Ken Deardoff - design copertina LP
- Lawrence N. Shustak - fotografie[2]